# Korotytch
Korotytch (ukrainien : Коротич) est une commune urbaine de l'oblast de Kharkiv, en Ukraine. Elle compte 4 992 habitants en 2021.

## Géographie
Korotytch se situe au sud-ouest de la rivière Oudy, à distance cependant. L'Oudy est un affluent de la rivière Donets, appartenant au bassin hydrographique du fleuve Don. Elle jouxte à l'est la commune urbaine de Pissotchyn, puis plus loin la grande ville de Kharkiv, avec laquelle elles sont en situation de conurbation. Korotytch se trouve à 13 kilomètres au sud-ouest de Kharkiv.